# Green Bay Packers 1977
La stagione 1977 dei Green Bay Packers è stata la 57ª della franchigia nella National Football League. Sotto la direzione del capo-allenatore al terzo anno Bart Starr, la squadra terminò con un record di 4-10, chiudendo quarta nella Central Division. Durante la stagione, i quarterback Lynn Dickey e David Whitehurst lanciarono complessivamente 21 intercetti, a fronte di soli 6 passaggi da touchdown. Con 134 punti segnati i Packers ebbero il secondo peggior attacco della lega, dietro ai Tampa Bay Buccaneers (103).

## Roster
| Roster dei Green Bay Packers nel 1977 |
| --- |
| Quarterback - Lynn Dickey - Brian Dowling - David Whitehurst Running Back - John Brockington - Jim Culbreath - Willard Harrell - Terdell Middleton - Nate Simpson - Barty Smith - Eric Torkelson Wide Receiver - Keith Hartwig - Steve Odom - Ken Payne - Ollie Smith - Aundra Thompson - Randy Vataha Tight End - Rich McGeorge Offensive Linemen - Derrel Gofourth - Dennis Havig - Dick Himes - Melvin Jackson - Steve Knutson - Greg Koch - Mark Koncar - Bob Kowalkowski - Larry McCarren Defensive Linemen - Bert Askson - Bob Barber - Mike Butler - Ezra Johnson - Herb McMath - Dave Pureifory - Dave Roller - Clarence Williams Linebacker - Fred Carr - Jim Carter - Jim Gueno - Don Hansen - Blane Smith Defensive Back - Willie Buchanon - Johnnie Gray - Steve Luke - Mike McCoy - Tim Moresco - Terry Randolph - Steve Wagner Special Team - David Beverly - Chester Marcol Lista delle riserve - Jessie Green WR (IR) - Rick Scribner T                                  |
| Legenda - I rookie sono in corsivo. - Il primo ruolo è il principale mentre gli eventuali successivi indicano i ruoli secondari. - (IR) sta per Injured Reserve ed indica la lista ristretta per un solo giocatore infortunato che può tornare ad allenarsi dopo la settimana 6 e a rientrare in prima squadra dopo che questa ha giocato 8 partite. - (NF-Inj.) / (NF-Ill.) stanno rispettivamente per Non-Football Injured e Non-Football Illness ed indicano le liste dove viene inserito un giocatore che ha un infortunio o una malattia non dipendente dal football americano. - (PUP) sta per Physically Unable to Perform ed indica la lista dove viene inserito un giocatore mentre è in attesa di recuperare la condizione fisica. Nella stagione regolare dopo la sesta partita giocata dalla propria squadra, il giocatore ha tempo tre settimane per riprendere ad allenarsi, più tre settimane aggiuntive dal suo rientro agli allenamenti per rientrare in prima squadra. |

## Calendario
| Stagione regolare |              |                        |           |        |                               |          |
| Turno             | Data         | Avversario             | Risultato | Record | Stadio                        | Pubblico |
| 1                 | 17 settembre | Detroit Lions          | P 17–17   | 0–0–1  | Lambeau Field                 | 50,861   |
| 2                 | 24 settembre | Chicago Bears          | V 13–10   | 1–0–1  | Lambeau Field                 | 50,861   |
| 3                 | 1 ottobre    | Atlanta Falcons        | V 23–0    | 2–0–1  | Milwaukee County Stadium      | 49,467   |
| 4                 | 8 ottobre    | at Detroit Lions       | V 27–17   | 3–0–1  | Tiger Stadium                 | 57,877   |
| 5                 | 15 ottobre   | Minnesota Vikings      | S 7–10    | 3–1–1  | Milwaukee County Stadium      | 49,601   |
| 6                 | 22 ottobre   | at New York Giants     | V 48–21   | 4–1–1  | Yankee Stadium                | 62,585   |
| 7                 | 30 ottobre   | at St. Louis Cardinals | V 31–23   | 5–1–1  | Busch Memorial Stadium        | 49,792   |
| 8                 | 5 novembre   | at Baltimore Colts     | S 10–13   | 5–2–1  | Memorial Stadium              | 60,238   |
| 9                 | 12 novembre  | Cleveland Browns       | V 55–7    | 6–2–1  | Milwaukee County Stadium      | 50,074   |
| 10                | 19 novembre  | San Francisco 49ers    | V 13–0    | 7–2–1  | Lambeau Field                 | 50,861   |
| 11                | 26 novembre  | at Chicago Bears       | V 17–13   | 8–2–1  | Wrigley Field                 | 47,513   |
| 12                | 3 dicembre   | at Minnesota Vikings   | V 30–27   | 9–2–1  | Metropolitan Stadium          | 47,693   |
| 13                | 9 dicembre   | at Los Angeles Rams    | S 24–27   | 9–3–1  | Los Angeles Memorial Coliseum | 76,637   |
| 14                | 17 dicembre  | Pittsburgh Steelers    | S 17–24   | 9–4–1  | Lambeau Field                 | 50,861   |

| Stagione regolare |              |                         |           |        |                          |          |
| Turno             | Data         | Avversario              | Risultato | Record | Stadio                   | Pubblico |
| 1                 | 18 settembre | at New Orleans Saints   | V 24–20   | 1–0    | Louisiana Superdome      | 56,250   |
| 2                 | 25 settembre | Houston Oilers          | S 10–16   | 1–1    | Lambeau Field            | 55,071   |
| 3                 | 2 ottobre    | at Minnesota Vikings    | S 7–19    | 1–2    | Metropolitan Stadium     | 47,143   |
| 4                 | 9 ottobre    | Cincinnati Bengals      | S 7–17    | 1–3    | Milwaukee County Stadium | 53,653   |
| 5                 | 16 ottobre   | at Detroit Lions        | S 6–10    | 1–4    | Pontiac Silverdome       | 78,452   |
| 6                 | 23 ottobre   | at Tampa Bay Buccaneers | V 13–0    | 2–4    | Tampa Stadium            | 47,635   |
| 7                 | 30 ottobre   | Chicago Bears           | S 0–26    | 2–5    | Lambeau Field            | 56,002   |
| 8                 | 6 novembre   | at Kansas City Chiefs   | S 10–20   | 2–6    | Arrowhead Stadium        | 62,687   |
| 9                 | 13 novembre  | Los Angeles Rams        | S 6–24    | 2–7    | Milwaukee County Stadium | 52,948   |
| 10                | 21 novembre  | at Washington Redskins  | S 9–10    | 2–8    | RFK Stadium              | 51,498   |
| 11                | 27 novembre  | Minnesota Vikings       | S 6–13    | 2–9    | Lambeau Field            | 56,267   |
| 12                | 4 dicembre   | Detroit Lions           | V 10–9    | 3–9    | Lambeau Field            | 56,267   |
| 13                | 11 dicembre  | at Chicago Bears        | S 10–21   | 3–10   | Soldier Field            | 33,557   |
| 14                | 18 dicembre  | San Francisco 49ers     | V 16–14   | 4–10   | Milwaukee County Stadium | 44,902   |

Note: gli avversari della propria division sono in grassetto.

## Classifiche
| NFL Central          |   |    |   |      |     |      |     |     |     |
|                      | V | S  | P | %    | DIV | CONF | PF  | PS  | STR |
| Minnesota Vikings(3) | 9 | 5  | 0 | .643 | 6–1 | 8–4  | 231 | 227 | V1  |
| Chicago Bears(4)     | 9 | 5  | 0 | .643 | 6–1 | 8–4  | 255 | 253 | V6  |
| Detroit Lions        | 6 | 8  | 0 | .429 | 2–5 | 4–8  | 183 | 252 | S1  |
| Green Bay Packers    | 4 | 10 | 0 | .286 | 2–5 | 4–7  | 134 | 219 | V1  |
| Tampa Bay Buccaneers | 2 | 12 | 0 | .143 | 0–4 | 2–11 | 103 | 223 | V2  |